# 台23線
台23線（たいにじゅうさんせん）は、花蓮県富里郷から台東県東河郷に至る台湾省道であり、「富東公路（ふとうこうろ）」の別称で呼ばれる。

## 概要
- 全長：45.4Km
- 起点：花蓮県富里郷（台9線の交差地点）
- 終点：台東県東河郷（台11線の交差地点）
- 経由地：

## 歴史
| 年 | 月日 | 事跡 |
| -- | ---- | ---- |

## 通過する自治体
- 花蓮県
  - 富里郷

- 台東県
  - 東河郷

## 接続する道路
- 高速道路
  - 国道5号（計画中）